# Peckforton
Peckforton est une localité anglaise située dans le comté de Cheshire.